# 蘐園塾
蘐園塾（けんえんじゅく）は、荻生徂徠が江戸の茅場町に開いた私塾。

## 概要
柳沢吉保失脚後の宝永6年（1709年）、茅場町に移った徂徠によって開かれた。
隣には俳諧師の宝井其角が住み、「梅が香や隣は荻生惣右衛門｣ という俳句が残っている。